# Neophorella dubia
Genre
Espèce
Neophorella dubia, unique représentant du genre Neophorella, est une espèce de collemboles de la famille des Tomoceridae.

## Distribution
Cette espèce est endémique d'Afrique du Sud.

## Description
L'holotype mesure 3,5 mm.

## Publication originale
- Womersley, 1934 : On Some Collembola-Arthropleona from South Africa and Southern Rhodesia. Annals of the South African Museum, sér. 3, vol. 30, p. 441-475 (texte intégral).